# Vorderburg (Rüdesheim)
Die Vorderburg (auch Marktburg) liegt in der Altstadt von Rüdesheim am Rhein am Südwestrand des Marktes im Rheingau-Taunus-Kreis in Hessen. Seit 2002 ist die unter Denkmalschutz stehende Vorderburg Teil des UNESCO-Welterbes Oberes Mittelrheintal.
Die erste Erwähnung eines Adelsgeschlechts stammt von 1189. Später ging die Burg in den Besitz der Brömser von Rüdesheim über. Die Burg wurde vermutlich 1640 genauso wie die Brömserburg von französischen Soldaten zerstört. Von der alten Burg ist nur der fast quadratische Wehrturm erhalten. Um 1663 wurde ein Wohnhaus an den Turm angebaut.

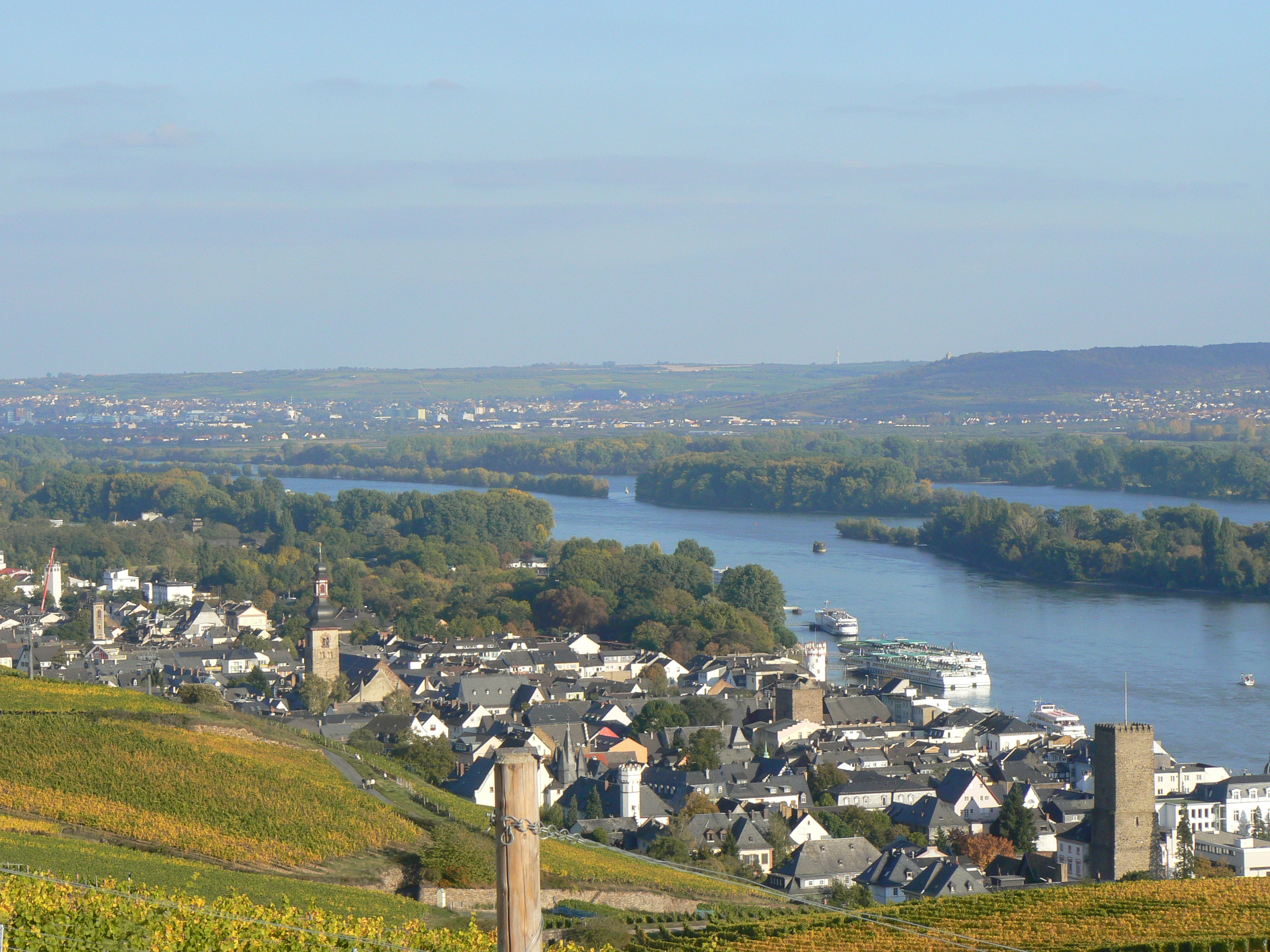
Der romanische quadratische Bergfried in der Bildmitte; re. Bildrand: Bergfried der Boosenburg
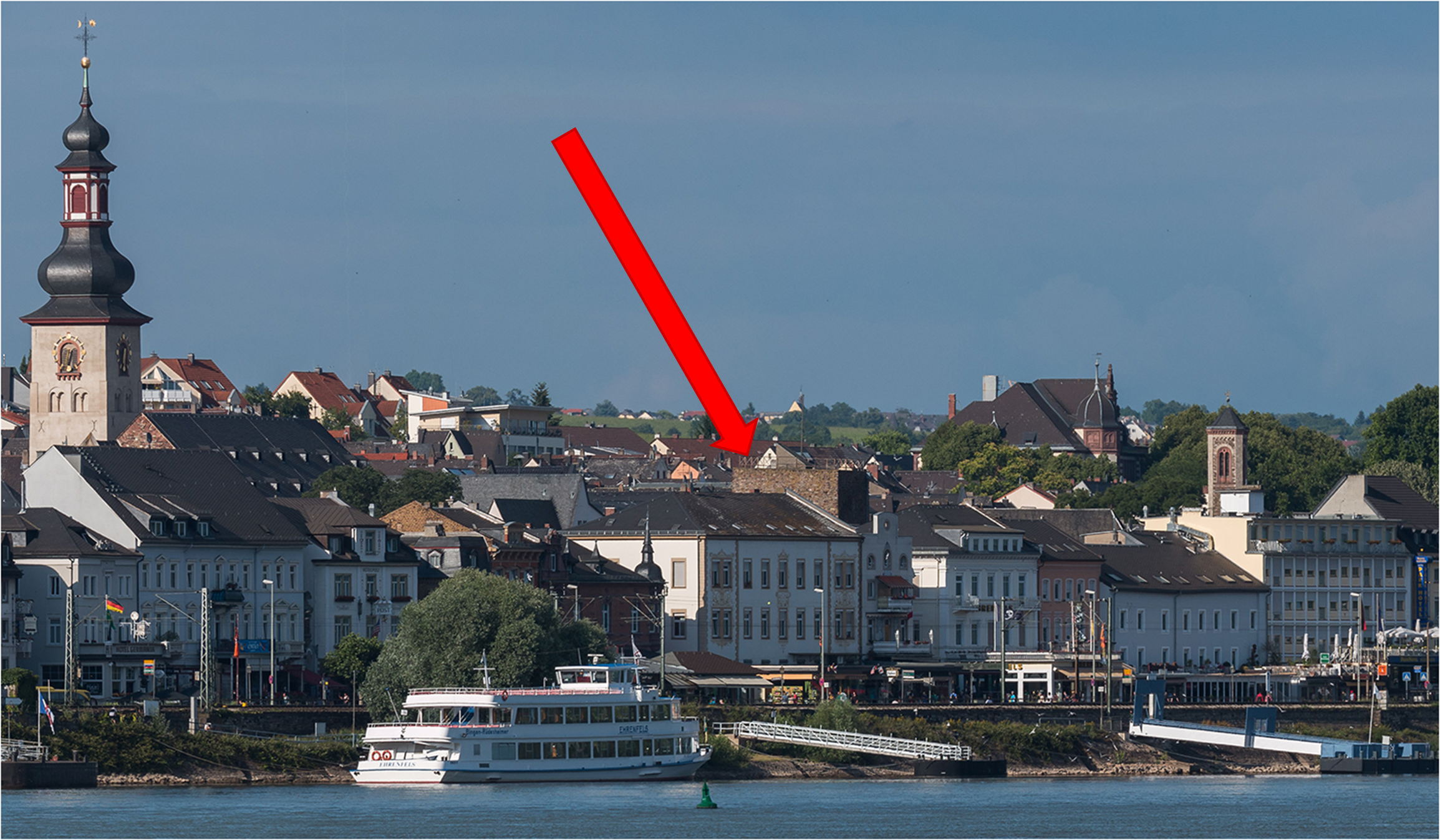
Lage der Vorderburg von der Rheinseite her
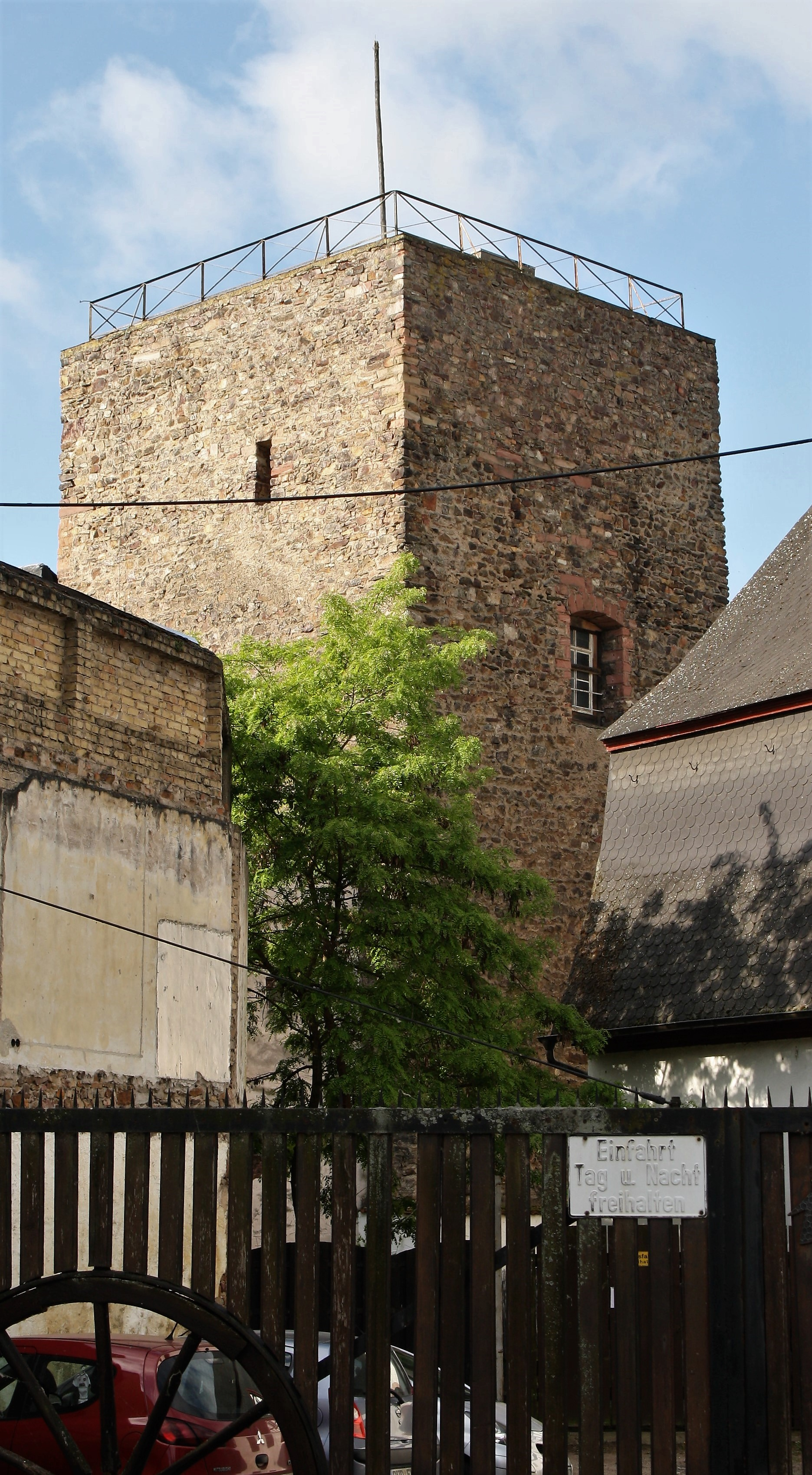
Der erhaltene Bergfried